# Рача
Рача је градско насеље у Србији и седиште истоимене општине у Шумадијском управном округу. Према попису из 2022. има 2.362 становника. Позната је и као Рача Крагујевачка.

## Историја
Рача се као посебна административна област-нахија, први пут помиње у другом турском попису из 1489-1491. године под називом Радца. После Свиштовског мира 1791. године и у доба Првог и Другог српског устанка рачанско подручје улази у оквир ослобођене српске земље, која је због личне слободе, повољних природних услова и релативно слабе насељености постала веома привлачна за становнике неослобођоних српских крајева па и околних збежишта. Насељавање се вршило слободним заузимањем земље и у том периоду су формирана сва насеља на данашњим локацијама.
Захваљујући повољном економско-географском и саобраћајном положају, Рача се по ослобађању од Турака развила у административно-управно, економско, културно-просветно и здравствено средиште. Године 1818. формирана је лепеничка кнежина са седиштем у Рачи, а новом административном поделом на округе, срезове и општине 1835. године Рача постаје седиште лепеничког среза крагујевачког округа. Лепенички срез је тада имао 27 општина и 60 села. Прво Среско начелство било је смештено у згради „Турски конак“ у Рачи.
Рача је тада била најзначајније место у Лепеници после Крагујевца.
Овде се налазе Црква брвнара у Рачи, Карађорђев дом у Рачи и Културни центар „Радоје Домановић” Рача. Овде постоји Црква Светих апостола Петра и Павла.

## Географија
Општина Рача је једна од седам општина Шумадијског округа, налази се у средишњем делу Србије. По пространству своје територије од 216 km², рачанској општини припада само 9,04% укупне површине Шумадијског округа и она заузима пето место у округу испред општина Баточине и Лапова.
У насељима Рачанске општине је по попису из 2002. године живело 12962 стално насељених становника у 4196 домаћинстава. На територији Рачанске општине, поред варошице Рача, налази се и седамнаест сеоских насеља.
Рељеф је представљен типичним шумадијским валовито-брежуљкастим тереном, тако да на низију долази 45,8% а на брдски рељеф 54,2%. Општини Рача припада крајњи северни део шумадијског округа, тј. делови реке Раче и Јасенице, области које пружају разнолике природне и привредне могућности. Повољном географском положају допринеле су и осавремењене друмске саобраћајнице које повезују Рачу, средиште општине, са Крагујевцом (32 км), Смедеревском Паланком (19 км), Тополом (29 км), Аранђеловцем (45 км), Младеновцем (54 км), ауто-путем (15 км), Београдом (100 км).
На територији општине Рача, поред варошице Раче, налази се 17 сеоских насеља. У општини Рача живи укупно 15216 становника, од чега је 43,7% пољопривредно. Повољном географском положају саме општине допринеле су и осавремењене друмске саобраћајнице, посебно близина ауто-пута Београд-Ниш, који се на лази на 10 километара од Раче.
Основне функције Раче, као полифункционалног насеља, и њене општине јесу: пољопривредна, индустријска, занатска, трговинска, саобраћајна, угоститељско-туристичка, културно-просветна и здравствена. Привреда општине Рача заснована је на пољопривредној производњи, посебно јер природне погодности пружају одличне услове за развој савремене пољопривреде. Она је водећа привредна грана по обиму производње и учешћу у укупном националном дохотку, као и по запослености активног становништва. Структура индустрије рачанске општине у овом степену развоја је углавном хетерогена.

## Демографија
У насељу Рача живи 2165 пунолетних становника, а просечна старост становништва износи 38,4 година (36,9 код мушкараца и 39,7 код жена). У насељу има 949 домаћинстава, а просечан број чланова по домаћинству је 2,89.
Ово насеље је великим делом насељено Србима (према попису из 2002. године), а у последња три пописа, примећен је пораст у броју становника.
|             | \| Демографија[3] \| Демографија[3] \| Демографија[3] \| \| Година \| Становника \| Становника \| \| -------------- \| -------------- \| -------------- \| \| 1948. \| 1.017 \| \| \| 1953. \| 1.315 \| \| \| 1961. \| 1.351 \| \| \| 1971. \| 1.751 \| \| \| 1981. \| 2.305 \| \| \| 1991. \| 2.729 \| 2.638 \| \| 2002. \| 2.744 \| 2.941 \| \| 2011. \| 2.603 \| \| \| 2022. \| 2.362 \| \| |            |
| Демографија | |            |
| Година      | Становника | Становника |
| 1948.       | 1.017 |            |
| 1953.       | 1.315 |            |
| 1961.       | 1.351 |            |
| 1971.       | 1.751 |            |
| 1981.       | 2.305 |            |
| 1991.       | 2.729 | 2.638      |
| 2002.       | 2.744 | 2.941      |
| 2011.       | 2.603 |            |
| 2022.       | 2.362 |            |

| Етнички састав према попису из 2002.‍ | Етнички састав према попису из 2002.‍ | Етнички састав према попису из 2002.‍ | Етнички састав према попису из 2002.‍ | Етнички састав према попису из 2002.‍ |
| ------------------------------------ | ------------------------------------ | ------------------------------------ | ------------------------------------ | ------------------------------------ |
|                                      |                                      |                                      |                                      |                                      |
| Срби                                 | Срби                                 |                                      | 2.664                                | 97,08%                               |
| Црногорци                            | Црногорци                            |                                      | 16                                   | 0,58%                                |
| Македонци                            | Македонци                            |                                      | 7                                    | 0,25%                                |
| Хрвати                               | Хрвати                               |                                      | 5                                    | 0,18%                                |
| Бугари                               | Бугари                               |                                      | 5                                    | 0,18%                                |
| Словенци                             | Словенци                             |                                      | 4                                    | 0,14%                                |
| Роми                                 | Роми                                 |                                      | 4                                    | 0,14%                                |
| Горанци                              | Горанци                              |                                      | 3                                    | 0,10%                                |
| Југословени                          | Југословени                          |                                      | 3                                    | 0,10%                                |
| Муслимани                            | Муслимани                            |                                      | 2                                    | 0,07%                                |
| непознато                            | непознато                            |                                      | 24                                   | 0,87%                                |

| Година пописа     | 1948. | 1953. | 1961. | 1971. | 1981. | 1991. | 2002. |
| ----------------- | ----- | ----- | ----- | ----- | ----- | ----- | ----- |
| Број домаћинстава | 326   | 436   | 475   | 602   | 765   | 897   | 949   |

| Број чланова      | 1   | 2   | 3   | 4   | 5  | 6  | 7 | 8 | 9 | 10 и више | Просек |
| ----------------- | --- | --- | --- | --- | -- | -- | - | - | - | --------- | ------ |
| Број домаћинстава | 192 | 212 | 198 | 242 | 73 | 24 | 7 | 1 | 0 | 0         | 2,89   |

| Пол    | Укупно | Неожењен/Неудата | Ожењен/Удата | Удовац/Удовица | Разведен/Разведена | Непознато |
| ------ | ------ | ---------------- | ------------ | -------------- | ------------------ | --------- |
| Мушки  | 1.075  | 330              | 672          | 35             | 31                 | 7         |
| Женски | 1.197  | 246              | 687          | 188            | 67                 | 9         |
| УКУПНО | 2.272  | 576              | 1.359        | 223            | 98                 | 16        |

| Пол    | Укупно                    | Пољопривреда, лов и шумарство | Рибарство                            | Вађење руде и камена | Прерађивачка индустрија       |
| ------ | ------------------------- | ----------------------------- | ------------------------------------ | -------------------- | ----------------------------- |
| Мушки  | 470                       | 34                            | 0                                    | 0                    | 156                           |
| Женски | 421                       | 14                            | 0                                    | 0                    | 141                           |
| УКУПНО | 891                       | 48                            | 0                                    | 0                    | 297                           |
| Пол    | Производња и снабдевање   | Грађевинарство                | Трговина                             | Хотели и ресторани   | Саобраћај, складиштење и везе |
| Мушки  | 24                        | 11                            | 70                                   | 10                   | 16                            |
| Женски | 5                         | 4                             | 62                                   | 15                   | 6                             |
| УКУПНО | 29                        | 15                            | 132                                  | 25                   | 22                            |
| Пол    | Финансијско посредовање   | Некретнине                    | Државна управа и одбрана             | Образовање           | Здравствени и социјални рад   |
| Мушки  | 4                         | 5                             | 50                                   | 40                   | 20                            |
| Женски | 15                        | 5                             | 37                                   | 44                   | 40                            |
| УКУПНО | 19                        | 10                            | 87                                   | 84                   | 60                            |
| Пол    | Остале услужне активности | Приватна домаћинства          | Екстериторијалне организације и тела | Непознато            | Непознато                     |
| Мушки  | 14                        | 0                             | 0                                    | 16                   | 16                            |
| Женски | 10                        | 0                             | 0                                    | 23                   | 23                            |
| УКУПНО | 24                        | 0                             | 0                                    | 39                   | 39                            |